# Kvalifikace na Mistrovství světa ve fotbale 2014 (UEFA) – skupina B

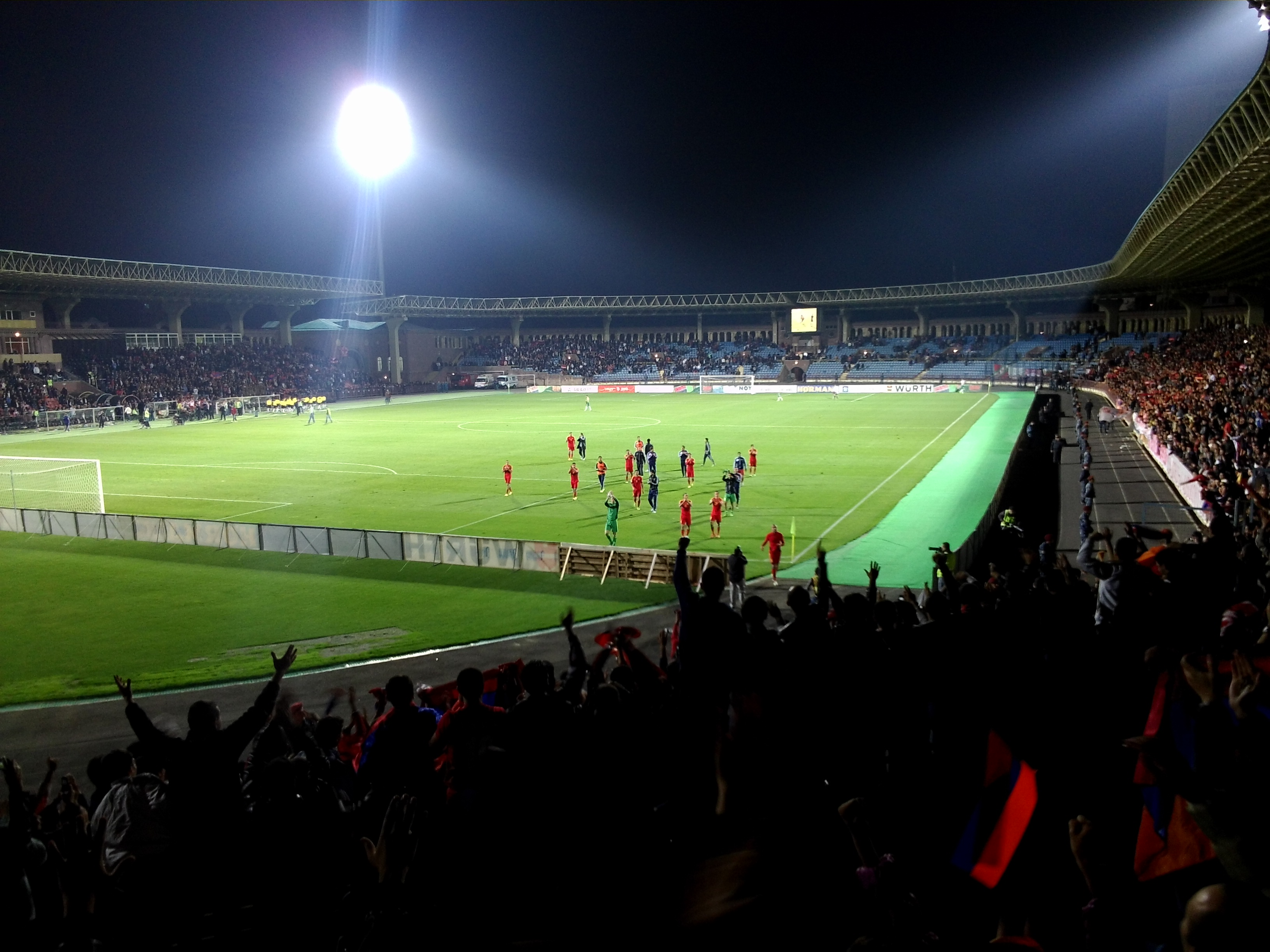
Arménie-Bulharsko 2013.zdroj Wikimedia Commoér

Skupina B kvalifikace na Mistrovství světa ve fotbale 2014 byla jednou z 9 evropských kvalifikačních skupin na tento šampionát. Postup na závěrečný turnaj si zajistil vítěz skupiny. Osm nejlepších týmů na druhých místech ze všech skupin hrálo baráž, zatímco nejhorší tým na druhých místech přímo vypadl. Nejhorším týmem na druhých místech ze všech skupin bylo právě Dánsko (skupina B), takže do baráže nepostoupilo.

## Tabulka
| Tým       | Z  | V | R | P | VG | IG | +/- | B  |
| --------- | -- | - | - | - | -- | -- | --- | -- |
| Itálie    | 10 | 6 | 4 | 0 | 19 | 9  | +10 | 22 |
| Dánsko    | 10 | 4 | 4 | 2 | 17 | 12 | +5  | 16 |
| Česko     | 10 | 4 | 3 | 3 | 13 | 9  | +4  | 15 |
| Bulharsko | 10 | 3 | 4 | 3 | 14 | 9  | +5  | 13 |
| Arménie   | 10 | 4 | 1 | 5 | 12 | 13 | −1  | 13 |
| Malta     | 10 | 1 | 0 | 9 | 5  | 28 | −23 | 3  |

- Itálie postoupila na Mistrovství světa ve fotbale 2014.[1]

## Zápasy
Rozpis zápasů byl dohodnut na setkání zástupců účastníků této skupiny v Praze dne 28. listopadu 2011.
| 7. září 2012 21:45 UTC+3   |        |                  |                                                                                       |
| Bulharsko                  | 2 – 2  | Itálie           | Národní stadion Vasil Levski, Sofie diváci: 12 993 rozhodčí: Martin Atkinson (Anglie) |
| Manolev 30' G. Milanov 66' | Report | Osvaldo 36', 40' | Národní stadion Vasil Levski, Sofie diváci: 12 993 rozhodčí: Martin Atkinson (Anglie) |

| 7. září 2012 20:00 UTC+2 |        |              |                                                                                   |
| Malta                    | 0 – 1  | Arménie      | Národní stadion Ta' Qali, Ta' Qali diváci: 3 517 rozhodčí: Rene Eisner (Rakousko) |
|                          | Report | Sarkisov 70' | Národní stadion Ta' Qali, Ta' Qali diváci: 3 517 rozhodčí: Rene Eisner (Rakousko) |

| 8. září 2012 20:15 UTC+2 |        |       |                                                                 |
| Dánsko                   | 0 − 0  | Česko | Parken, Kodaň diváci: 24 004 rozhodčí: Wolfgang Stark (Německo) |
|                          | Report |       | Parken, Kodaň diváci: 24 004 rozhodčí: Wolfgang Stark (Německo) |

| 11. září 2012 21:00 UTC+3 |        |         |                                                                                         |
| Bulharsko                 | 1 – 0  | Arménie | Národní stadion Vasil Levski, Sofie diváci: 10 000 rozhodčí: Stephan Studer (Švýcarsko) |
| Manolev 43'               | Report |         | Národní stadion Vasil Levski, Sofie diváci: 10 000 rozhodčí: Stephan Studer (Švýcarsko) |

| 11. září 2012 20:45 UTC+2   |        |       |                                                                                |
| Itálie                      | 2 – 0  | Malta | Stadio Alberto Braglia, Modena diváci: 18 000 rozhodčí: Antti Munukka (Finsko) |
| Destro 5' Cohen 90+2' (vl.) | Report |       | Stadio Alberto Braglia, Modena diváci: 18 000 rozhodčí: Antti Munukka (Finsko) |

| 12. října 2012 21:00 UTC+4 |        |                                           |                                                                                 |
| Arménie                    | 1 – 3  | Itálie                                    | Stadion Hrazdan, Jerevan diváci: 25 000 rozhodčí: Marijo Strahonja (Chorvatsko) |
| Mchitarjan 27'             | Report | Pirlo 11' (pen.) De Rossi 64' Osvaldo 82' | Stadion Hrazdan, Jerevan diváci: 25 000 rozhodčí: Marijo Strahonja (Chorvatsko) |

| 12. října 2012 21:00 UTC+3 |        |              |                                                                                     |
| Bulharsko                  | 1 – 1  | Dánsko       | Národní stadion Vasil Levski, Sofie diváci: 20 780 rozhodčí: Tony Chapron (Francie) |
| Rangelov 7'                | Report | Bendtner 40' | Národní stadion Vasil Levski, Sofie diváci: 20 780 rozhodčí: Tony Chapron (Francie) |

| 12. října 2012 18:00 UTC+2               |        |            |                                                                          |
| Česko                                    | 3 – 1  | Malta      | Doosan Arena, Plzeň diváci: 10 358 rozhodčí: Anar Salmanov (Ázerbájdžán) |
| Gebre Selassie 34' Pekhart 52' Rezek 67' | Report | Briffa 38' | Doosan Arena, Plzeň diváci: 10 358 rozhodčí: Anar Salmanov (Ázerbájdžán) |

| 16. října 2012 20:00 UTC+2 |        |           |                                                                             |
| Česko                      | 0 – 0  | Bulharsko | Generali Arena, Praha diváci: 16 163 rozhodčí: Vladislav Bezborodov (Rusko) |
|                            | Report |           | Generali Arena, Praha diváci: 16 163 rozhodčí: Vladislav Bezborodov (Rusko) |

| 16. října 2012 20:45 UTC+2               |        |             |                                                                                  |
| Itálie                                   | 3 – 1  | Dánsko      | Stadio Giuseppe Meazza, Milán diváci: 37 027 rozhodčí: Damir Skomina (Slovinsko) |
| Montolivo 33' De Rossi 37' Balotelli 54' | Report | Kvist 45+1' | Stadio Giuseppe Meazza, Milán diváci: 37 027 rozhodčí: Damir Skomina (Slovinsko) |

| 22. března 2013 18:00 UTC+2                             |        |       |                                                                                                  |
| Bulharsko                                               | 6 – 0  | Malta | Národní stadion Vasil Levski, Sofie diváci: 0 (trest od FIFA) rozhodčí: Eitan Šemulevič (Izrael) |
| Tonev 6', 38', 68' I. Popov 47' Gargorov 55' Ivanov 78' | Report |       | Národní stadion Vasil Levski, Sofie diváci: 0 (trest od FIFA) rozhodčí: Eitan Šemulevič (Izrael) |

| 22. března 2013 20:30 UTC+1 |        |                                    |                                                                                |
| Česko                       | 0 – 3  | Dánsko                             | Andrův stadion, Olomouc diváci: 12 000 rozhodčí: Manuel de Sousa (Portugalsko) |
|                             | Report | Cornelius 56' Kjær 66' Zimling 82' | Andrův stadion, Olomouc diváci: 12 000 rozhodčí: Manuel de Sousa (Portugalsko) |

| 26. března 2013 20:00 UTC+4 |        |                            |                                                                                                 |
| Arménie                     | 0 – 3  | Česko                      | Stadion republiky Vazgena Sargsjana, Jerevan diváci: 14 403 rozhodčí: Cristian Balaj (Rumunsko) |
|                             | Report | Vydra 47', 81' Kolář 90+4' | Stadion republiky Vazgena Sargsjana, Jerevan diváci: 14 403 rozhodčí: Cristian Balaj (Rumunsko) |

| 26. března 2013 20:15 UTC+1 |        |             |                                                                |
| Dánsko                      | 1 – 1  | Bulharsko   | Parken, Kodaň diváci: 22 357 rozhodčí: Firat Aydinus (Turecko) |
| Agger 63' (pen.)            | Report | Manolev 51' | Parken, Kodaň diváci: 22 357 rozhodčí: Firat Aydinus (Turecko) |

| 26. března 2013 20:45 UTC+1 |        |                          |                                                                                           |
| Malta                       | 0 – 2  | Itálie                   | Národní stadion Ta' Qali, Ta' Qali diváci: 17 011 rozhodčí: Serdar Gözübüyük (Nizozemsko) |
|                             | Report | Balotelli 8' (pen.), 45' | Národní stadion Ta' Qali, Ta' Qali diváci: 17 011 rozhodčí: Serdar Gözübüyük (Nizozemsko) |

| 7. června 2013 20:00 UTC+4 |        |           | |
| Arménie                    | 0 – 1  | Malta     | Stadion republiky Vazgena Sargsjana, Jerevan diváci: 9 000 rozhodčí: Arnold Hunter (Severní Irsko) |
|                            | Report | Mifsud 8' | Stadion republiky Vazgena Sargsjana, Jerevan diváci: 9 000 rozhodčí: Arnold Hunter (Severní Irsko) |

| 7. června 2013 20:45 UTC+2 |        |        |                                                                           |
| Česko                      | 0 – 0  | Itálie | Generali Arena, Praha diváci: 18 235 rozhodčí: Svein Oddvar Moen (Norsko) |
|                            | Report |        | Generali Arena, Praha diváci: 18 235 rozhodčí: Svein Oddvar Moen (Norsko) |

| 11. června 2013 20:15 UTC+2 |        |                                              |                                                                 |
| Dánsko                      | 0 – 4  | Arménie                                      | Parken, Kodaň diváci: 14 284 rozhodčí: Alexej Nikolajev (Rusko) |
|                             | Report | Movsisjan 1', 59' Özbiliz 19' Mchitarjan 82' | Parken, Kodaň diváci: 14 284 rozhodčí: Alexej Nikolajev (Rusko) |

| 6. září 2013 18:00 UTC+2 |        |                              |                                                                     |
| Česko                    | 1 – 2  | Arménie                      | Eden Aréna, Praha diváci: 17 628 rozhodčí: Antony Gautier (Francie) |
| Rosický 70'              | Report | Mkrtčjan 31' Ghazarjan 90+2' | Eden Aréna, Praha diváci: 17 628 rozhodčí: Antony Gautier (Francie) |

| 6. září 2013 20:45 UTC+2 |        |           |                                                                                            |
| Itálie                   | 1 – 0  | Bulharsko | Stadio Renzo Barbera, Palermo diváci: 28 662 rozhodčí: Carlos Velasco Carballo (Španělsko) |
| Gilardino 38'            | Report |           | Stadio Renzo Barbera, Palermo diváci: 28 662 rozhodčí: Carlos Velasco Carballo (Španělsko) |

| 6. září 2013 20:00 UTC+2 |        |                                  |                                                                                             |
| Malta                    | 1 – 2  | Dánsko                           | Národní stadion Ta' Qali, Ta' Qali diváci: 10 000 rozhodčí: Anastasios Sidiropoulos (Řecko) |
| Failla 38'               | Report | Andreasen 2' Camilleri 52' (vl.) | Národní stadion Ta' Qali, Ta' Qali diváci: 10 000 rozhodčí: Anastasios Sidiropoulos (Řecko) |

| 10. září 2013 20:00 UTC+4 |        |                  |                                                                            |
| Arménie                   | 0 – 1  | Dánsko           | Stadion Hrazdan, Jerevan diváci: 25 000 rozhodčí: Bas Nijhuis (Nizozemsko) |
|                           | Report | Agger 73' (pen.) | Stadion Hrazdan, Jerevan diváci: 25 000 rozhodčí: Bas Nijhuis (Nizozemsko) |

| 10. září 2013 20:45 UTC+2          |        |           |                                                                           |
| Itálie                             | 2 – 1  | Česko     | Juventus Stadium, Turín diváci: 35 299 rozhodčí: Jonas Eriksson (Švédsko) |
| Chiellini 51' Balotelli 54' (pen.) | Report | Kozák 19' | Juventus Stadium, Turín diváci: 35 299 rozhodčí: Jonas Eriksson (Švédsko) |

| 10. září 2013 20:00 UTC+2 |        |                          |                                                                                       |
| Malta                     | 1 – 2  | Bulharsko                | Národní stadion Ta' Qali, Ta' Qali diváci: 4 844 rozhodčí: Alexandru Tudor (Rumunsko) |
| Herrera 78'               | Report | Dimitrov 9' Gargorov 59' | Národní stadion Ta' Qali, Ta' Qali diváci: 4 844 rozhodčí: Alexandru Tudor (Rumunsko) |

| 11. října 2013 19:00 UTC+4  |        |           |                                                                                             |
| Arménie                     | 2 – 1  | Bulharsko | Stadion republiky Vazgena Sargsjana, Jerevan diváci: 11 000 rozhodčí: Felix Brych (Německo) |
| Özbiliz 45+1' Movsisjan 87' | Report | Popov 61' | Stadion republiky Vazgena Sargsjana, Jerevan diváci: 11 000 rozhodčí: Felix Brych (Německo) |

| 11. října 2013 20:15 UTC+2 |        |                            |                                                                  |
| Dánsko                     | 2 – 2  | Itálie                     | Parken, Kodaň diváci: 35 305 rozhodčí: Stéphane Lannoy (Francie) |
| Bendtner 45+1', 79'        | Report | Osvaldo 28' Aquilani 90+1' | Parken, Kodaň diváci: 35 305 rozhodčí: Stéphane Lannoy (Francie) |

| 11. října 2013 19:30 UTC+2 |        |                                                |                                                                                  |
| Malta                      | 1 – 4  | Česko                                          | Národní stadion Ta' Qali, Ta' Qali diváci: 4 530 rozhodčí: Matej Jug (Slovinsko) |
| Mifsud 47'                 | Report | Hübschman 3' Lafata 34' Kadlec 51' Pekhart 90' | Národní stadion Ta' Qali, Ta' Qali diváci: 4 530 rozhodčí: Matej Jug (Slovinsko) |

| 15. října 2013 21:15 UTC+3 |        |            |                                                                                       |
| Bulharsko                  | 0 – 1  | Česko      | Národní stadion Vasil Levski, Sofie diváci: 25 464 rozhodčí: Viktor Kassai (Maďarsko) |
|                            | Report | Dočkal 52' | Národní stadion Vasil Levski, Sofie diváci: 25 464 rozhodčí: Viktor Kassai (Maďarsko) |

| 15. října 2013 20:15 UTC+2                                              |        |       |                                                                       |
| Dánsko                                                                  | 6 – 0  | Malta | Parken, Kodaň diváci: 11 479 rozhodčí: Aleksandar Stavrev (Makedonie) |
| Rasmussen 8', 74' Agger 11' (pen.), 39' (pen.) Bjelland 28' Nielsen 84' | Report |       | Parken, Kodaň diváci: 11 479 rozhodčí: Aleksandar Stavrev (Makedonie) |

| 15. října 2013 20:45 UTC+2 |        |                             |                                                                           |
| Itálie                     | 2 – 2  | Arménie                     | Stadio San Paolo, Neapol diváci: 22 000 rozhodčí: Michael Oliver (Anglie) |
| Florenzi 24' Balotelli 76' | Report | Movsisjan 4' Mchitarjan 70' | Stadio San Paolo, Neapol diváci: 22 000 rozhodčí: Michael Oliver (Anglie) |